# Мещеряков, Иван Васильевич
Ива́н Васи́льевич Мещеряко́в (1 сентября 1922 — 28 сентября 2012) — советский конструктор космических систем связи и управления стратегическими силами, генерал-лейтенант, доктор технических наук, заслуженный деятель науки и техники РСФСР. Герой Социалистического Труда (1975). Лауреат Государственной премии СССР.

## Биография
Родился 1 сентября 1922 года в деревне Низовка Нижнеломовского уезда Пензенской губернии (ныне Каменского района Пензенской области) в семье крестьян Василия Ивановича и Марии Степановны Мещеряковых. После окончания 7-летней школы и механического техникума в Пензе поступил в Пензенский аэроклуб. С 1938 года член ВЛКСМ.

### На фронтах Великой Отечественной войны
Сразу после начала Великой Отечественной войны 18-летний Иван Мещеряков был призван Телегинским райвоенкоматом Пензенской области и направлен в Куйбышевское воздушно-десантное училище, где в октябре 1941 года ему было досрочно присвоено звание младшего лейтенанта.
Будучи зачислен в состав 7-го воздушно-десантного полка, участвовал в обороне Москвы, затем Сталинграда. В феврале 1943 года принимал участие в Демянской наступательной операции в составе 2-й гвардейской воздушно-десантной дивизии. Также являлся участником Курской битвы, форсирования Днепра, Корсунь-Шевченковской операции, боёв по освобождению Венгрии, Чехословакии. Закончил войну в районе города Пардубице.
За годы войны Иван Мещеряков был адъютантом старшим отдельного батальона, командиром стрелковой роты, офицером разведки, начальником разведки воздушно-десантного полка 2-й гвардейской воздушно-десантной Проскуровской дивизии. Четырежды был ранен в боях (в том числе один раз, на Курской дуге, тяжело), но каждый раз возвращался в строй. Неоднократно захватывал «языков» во вражеском тылу.
В одном из рейдов за линию фронта группа разведчиков под командованием Ивана Мещерякова случайно вышла в лесу на школу младших военных чинов вермахта. Разведчики приняли решение атаковать противника. В результате личный состав школы был разгромлен, а значительная часть курсантов была взята в плен и доставлена в расположение советских войск. За этот подвиг И. В. Мещеряков был представлен к званию Героя Советского Союза. Однако член Военного совета фронта Л. З. Мехлис наложил на представление резолюцию: «Подвиг Военному совету неизвестен», и награждение не состоялось.

### Служба после войны
После Победы И. В. Мещеряков был направлен в Львовский (Прикарпатский) военный округ, где служил в различных военкоматах и штабе округа. Одновременно со службой окончил вечернюю школу с золотой медалью.
В 1951 году поступил в Военно-инженерную академию им. В. В. Куйбышева, факультет радиотелемеханики.

### Научная деятельность
В 1956 году подполковник И. В. Мещеряков направлен в Институт Ракетных войск стратегического назначения на научную работу. Там он защитил кандидатскую диссертацию, прошёл должности старшего научного сотрудника, начальника отдела, заместителя начальника, начальника управления, заместителя начальника 4-го НИИ Минобороны СССР по космическому направлению. По долгу службы часто приходилось встречаться и работать с Генеральным конструктором Сергеем Павловичем Королёвым.
В 1967 году был организован филиал института, где И. В. Мещеряков стал заместителем начальника по космическим средствам филиала института, а с 1968 года — по научной работе. В 1972 году филиал преобразован в 50-й Центральный НИИ космических средств.
С 1969 года занимался разработкой системы космической связи управления стратегическими силами СССР, решением ЦК КПСС и Совета Министров СССР был назначен её главным конструктором. В 1975 году система была поставлена на вооружение под кодовым названием «Корунд».
В 1971 году защитил докторскую диссертацию, стал лауреатом Государственной премии СССР (1971). В 1974 году присвоено учёное звание профессора.
В 1983 году И. В. Мещеряков стал начальником 50-го ЦНИИ космических средств.
За годы службы в институте он участвовал во всех работах по созданию космического вооружения, определению новых направлений создания космических средств, в том числе командно-измерительных систем управления космическими средствами и боевыми группировками РВСН. Был одним из ведущих разработчиков первой отечественной навигационной космической системы ГЛОНАСС, председателем Госкомиссии при её испытаниях. Принимал участие в разработке и государственных испытаниях многоразового космического корабля «Буран».
Последовательно защитил докторскую (1971) диссертации, стал лауреатом Государственной премии СССР (1971), профессором (1974), заслуженным деятелем науки и техники РСФСР (1988).
И. В. Мещеряков является автором многих изобретений и научных открытий в области информационно-вычислительной техники, системного анализа, технической кибернетики. Им разработана теория высокоточного управления движением межпланетных космических аппаратов.
Указом Президиума Верховного Совета СССР от 17 октября 1975 году за выдающиеся заслуги в создании новейшей боевой техники и специальной системы связи И. В. Мещерякову присвоено звание Героя Социалистического Труда с вручением ордена Ленина и золотой медали «Серп и Молот».
В 1984 году И. В. Мещерякову присвоено звание генерал-лейтенанта.

### В отставке
В 1988 году генерал-лейтенант И. В. Мещеряков вышел в отставку с военной службы, но продолжил работать профессором на кафедре эксплуатации и боевого применения радиотехнических средств и связи в Военной академии имени Ф. Э. Дзержинского.
В 1991 году стал главным академиком-секретарём и руководителем отделения целевой эффективности в Российской академии космонавтики имени К. Э. Циолковского, позже — советником Президента РАКЦ.
Проживал в посёлке Малаховка Люберецкого района Московской области. Занимался живописью, писал книги, принимал участие в работе местного Музея истории и культуры, пополняя его фонды книгами по космической тематике.
Умер 28 сентября 2012 года в посёлке Красково Люберецкого района на 91-м году жизни. Похоронен на Кунцевском кладбище Москвы.

## Семья
- 1-я жена — Наталья Яковлевна Мещерякова (дев. Золотарёва) (1926—1990), доктор педагогических наук, работала в Институте методов обучения Академии педагогических наук.
  - Дочь — Мария Ивановна Мещерякова (род. 1957), доктор филологических наук.
- 2-я жена — Наталия Ивановна Кузнецова (род. 1946), кандидат филологических наук, заместитель декана литературного факультета МГПУ.

## Награды
- Герой Социалистического Труда (1975)
- два ордена Ленина (1975, 1981)
- орден Октябрьской Революции (1981)
- орден Красного Знамени (1944)
- орден Отечественной войны I степени (1985)
- орден Отечественной войны II степени (1944)
- два ордена Красной Звезды (1943, 1956)
- орден «Знак Почёта» (1969)
- две медали «За боевые заслуги»[4]
- другие советские медали, три медали ЧССР, медаль ПНР
- Государственная премия СССР (1970)
- Заслуженный деятель науки и техники РСФСР (1988)
- Почётный радист СССР (1964)
- Почётный гражданин города Яремче Ивано-Франковской области.

Официальные представления о присвоении И. В. Мещерякову звания Героя Российской Федерации за совершённые в годы войны подвиги остались без ответа. В 1998 году от имени так называемого Постоянного Президиума Съезда народных депутатов СССР ему было присвоено звание «Героя Советского Союза», однако оно не является легитимным.

## Образ в культуре
И. В. Мещеряков стал прообразом младшего лейтенанта Мещерского, главного героя военной повести Э. Казакевича «Звезда». Кроме того, о его военных подвигах повествуется в книгах «Славе не меркнуть» и «Солдаты 20-го века».